# Деро, Сэм
Сэм Деро (нидерл. Sam Deroo; рож. 29 апреля 1992 года, Беверен, Бельгия) — бельгийский волейболист, доигровщик клуба «Локомотив» (Новосибирск).

## Биография
По ходу карьеры Сэм выступал в бельгийском «Кнаке» (2010−2012), итальянских клубах «Модена» (2012−2014) и «Верона» (2014/15).
Четыре сезона он провёл в польском клубе «ЗАКСА», с которым трижды выиграл чемпионат Польши и дважды Кубок. В составе польского клуба Деру сыграл в «Финале четырёх» Лиги чемпионов-2018, в котором его команда заняла 4-е место.
С 2011 года Деро играет за сборную Бельгии, с которой стал победителем Евролиги-2013. Был капитаном национальной команды на чемпионате Европы-2019.
13 августа 2018 года у Сэма родился сын Бас. 
18 сентября 2019 года перешёл в «Динамо» (Москва). Был признан лучшим игроком «Динамо» сезона 2019/20 по версии болельщиков. В 2021 году вместе с «Динамо» стал обладателем 3 трофеев: Кубка ЕКВ, Кубка России и чемпионом России.

## Достижения
- Чемпион Польши (2016, 2017, 2019)
- Обладатель Кубка Польши (2017, 2019)
- Чемпион России (2021, 2023, 2024, 2025)
- Обладатель Кубка России (2020, 2022, 2023)
- Обладатель Кубка ЕКВ (2021)